# Камальдулы
Камальду́лы (камальдолийцы, лат. Camaldulani, Camaldolitae, Camalduenses) — католическая монашеская конгрегация автономного типа. Название происходит от Камальдоли, местности (фракция в коммуне Поппи в провинции Ареццо области Тоскана) в горах неподалёку от города Ареццо, где в 1012 году святым Ромуальдом была заложена первая община камальдулов.

## Организация
В начале XXI века функционируют две камальдульские конгрегации:
- Камальдульская конгрегация ордена святого Бенедикта (Congregatio Camaldulensis Ordinis Sancti Benedicti, OSBCam) — возглавляется генеральным приором монастыря Камальдоли (итал. Eremo di Camaldoli, Италия). В 2002 году конгрегация насчитывала 121 монаха (65 священников) и 8 монастырей.
- Конгрегация камальдульских эремитов Монте-Короны (Congregatio Eremitarum Camaldulensium Montis Coronae, ECMC) — возглавляется настоятелем монастыря Сакро Эремо Тусколати. В 2014 году в конгрегации состояло 57 монахов (29 священников) и 9 монастырей (Италия, Польша, Испания, США и Колумбия)[1].

Кроме того, в 2002 году насчитывалось 13 женских камальдульских монастырей (151 монахиня). Все женские монастыри подчиняются местным епископам и никак не объединены структурно.

## История
Главная заслуга в создании нового типа монастырей принадлежит итальянскому монаху святому Ромуальду, который ранее был монахом бенедиктинского монастыря в Равенне (в Сант-Аполлинаре-ин-Классе).
В 1012 году святой Ромуальд основал монастырь близ деревни Камальдоли (первая церковь освящена в 1027) и ввёл в нём правила бенедиктинского устава, усиленные новыми постановлениями. Предпринятые им реформы имели целью переработать устав бенедиктинцев в сторону большей строгости, увеличения аскезы и индивидуального аспекта монашеской жизни. Основными особенностями камальдолийского устава стали очень строгие посты, обеты молчания, практика ночного чтения Литургии часов, крайнее умерщвление плоти, в том числе ношение власяницы.
В XI—XIII веках камальдолийские монастыри распространились по всей Италии (например, Бадия Поццевери, близ Лукки). При монастырях камальдулов начали создаваться госпитали, где оказывали бесплатную медицинскую помощь.
В XIII—XIV веках внутри камальдолийцев начались разногласия, связанные с различным видением монашеской жизни, сторонники эремитского направления стояли за уединённую жизнь монахов, в эремитских монастырях братья собирались вместе лишь для совместных богослужений; в то время, как сторонники киновии ратовали за общежительное монашество, близкое к бенедиктинскому.
Несмотря на то, что эремитское направление в конце концов возобладало, камальдулам так и не удалось создать орден с единой структурой, и на протяжении всей своей истории монастыри камальдулов были объединены в независимые конгрегации.
В 1935 году папа Пий XI объединил все камальдульские конгрегации, за исключением Конгрегации Монте-Короны, в одну Камальдульскую конгрегацию ордена святого Бенедикта. В эту конгрегацию входит и родина камальдулов — монастырь Камальдоли. Конгрегация Монте-Короны продолжает оставаться независимой.